# 유격전

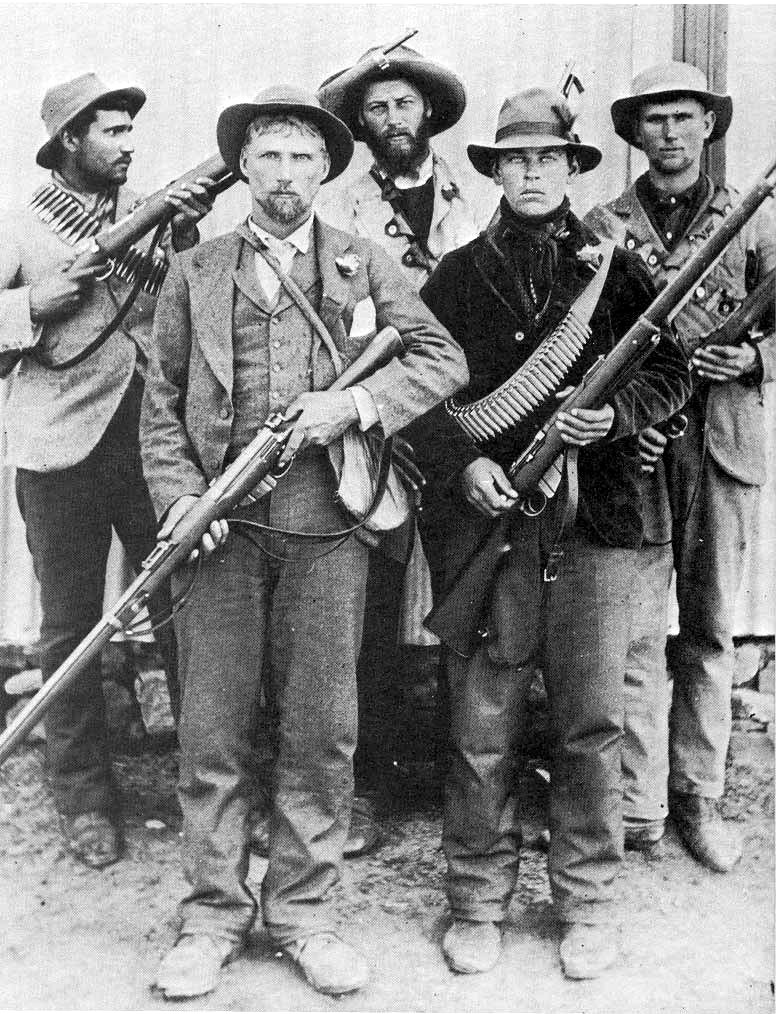

유격전(遊擊戰, 영어: guerrilla warfare)은 파르티잔 또는 비정규군에 의한 변칙적인 전투를 말한다.
게릴라(Guerrilla/어원인 스페인어의 발음에 따르면 외래어 표기법상 게리야)라는 말은 1808년 나폴레옹의 페르난도 7세(1784-1833, 에스파냐왕) 유폐에 반대한 에스파냐인 토비(土匪)의 소전투에서 유래한다. 1936년의 에스파냐 내란 이후 전 세계에 퍼져서 현대에는 국민의 무장 투쟁의 전술 혹은 전투 형태의 한 가지를 의미하는 데 쓰인다.

## 개요
나폴레옹 보나파르트의 에스파냐 침공시 프랑스군을 괴롭힌 에스파냐 민중의 저항·투쟁이 최초의 현대적 형태의 게릴라전쟁인데, 게릴라 전쟁이 새로운 형태의 전쟁으로 평가되기 시작한 것은 제2차 세계 대전부터이다.
중국·북베트남 정권 성립의 특징은, 민중으로 조직되어 성장한 게릴라세력인 비정규적인 군사력으로의 시도에 성공했다는 점에 있다. 이런 게릴라 전력이 성장하여 정규군이 되고, 기존 전문 군대에 도전하였다는 것은 현대의 전쟁과 군사력에 큰 충격을 주었다.
게릴라전쟁은 일반적으로 소수의 게릴라가 싸우는 전투로 알려지고 있는데, 어느 정도 본격화되고 근대화되어 있다 하더라도 전술적으로는 그러한 형태로 전투를 하고 있다. 게릴라전쟁의 요체는 이른바 '히트 앤드 런'의 기습전술 전개에 있으며, 적군의 완전한 포위격멸이나 거점점령 등을 주작전으로 삼지는 않는다. 그러나 소위 '해방지구'로 정한 지역에 대해서는 모든 게릴라 전술과 수단을 동원하여 적군에 대항하고 격퇴하는 데 힘을 기울인다.
게릴라전쟁은 토착민중의 지원을 받아 수행하는 전쟁이므로 게릴라와 지역주민 사이에는 연대감이 확립되어 민·군(民軍)이 일체가 된다. 재래식 전쟁은 군사력의 균형이 이루어질 경우에는 일어날 수 없고, 일어난다 하더라도 단기간에 종결된다. 그러나 게릴라전으로 개시하는 전쟁은 보통 장기화된다. 게릴라전쟁의 특징은 전선이나 점령지가 명확하지 않은 점에 있으며, 언제 어디서나 전장이 형성된다. 또한 게릴라는 공군병력이 전혀 없으나, 적군의 공군기지에 잠입하거나 기습공격을 하여 지상의 항공기를 파괴하는, 지상의 공중전이라는 대항전술로 상대의 압도적인 공군전력에 도전하기도 한다.

## 무기
게릴라는 그 특성상 거의 경화기로 무장하고, 일부는 로켓포·무반동총·박격포 등의 중화기를 휴대·사용한다. 그러나 게릴라 봉기의 초·중기단계에 있어서는 토벌군측의 무기를 약탈하는 데 전념하여, 그것으로 무장을 강화해 간다. 그리고 탄약도 적으로부터 탈취해야 하기 때문에 '탄약고는 적부대에 있다'라는 슬로건이 생겨났다.
일반적인 정규군이 보유하는 중포(重砲) 등은 작전상 사용이 불가능하나, 게릴라 병력으로 운반할 수 있는 로켓포 등으로 포격전을 벌일 수 있다. 게릴라병기로서 가장 특색이 있는 것은 유인(誘引)무기 또는 덫식 무기라고 부르는 수제무기로 낙하식·덫식·함정식이 있고, 또 유인폭약 등이 있다.
근대적인 군사력은 과학기술의 진보와 함께 점점 완전한 대량 파괴 살상무기를 보유하게 되었으나, 이러한 시대에 수제(手製)의 병기가 전장에서 효력을 발휘하고 있는 사실로부터 현대전을 새로운 각도에서 파악해야 한다는 지적이 있다.

## 같이 보기
- 비정규전
- TM 31-210 임시 군수품 안내서
- 비정규 군사
- 민간 군사 기업(PMC)
- 외인 부대
- 저강도분쟁
- 4세대 전쟁